# Los Tejocotes
Los Tejocotes es una comunidad del estado mexicano de Oaxaca, ubicada en el municipio de San Juan Mixtepec -Distrito 08-. 

## Localización y demografía
Los Tejocotes se encuentra ubicado al noroeste del estado de Oaxaca, formando parte de la región Mixteca. Sus coordenadas geográficas son 17°18′46″N 97°53′44″O / 17.31278, -97.89556 y se encuentra a una altitud de 2 503 metros sobre el nivel del mar. A lo largo de su historia la denominación de la comunidad a variado, entre Tejocote, Tejocotes o Colonia Los Tejocotes.
De acuerdo al Censo de Población y Vivienda de 2010 tiene una población total de 338 habitantes, de los que 168 son hombres y 170 son mujeres.

## Historia
En la década de 1940, Los Tejocotes y su comunidad vecina, Loma Reyes Almacén, fueron sede de una mina de antimonio explotada por una empresa subsidaria de la corporación estadounidense Texas Mining & Smelting Division of National Lead Co. Dicha producción estaba destinado a la producción bélica de los Estados Unidos en la Segunda Guerra Mundial.
En 2018 se intentó reiniciar la producción de dicha mina, hecho que fue rechazado por la población de la comunidad respaldada por la autoridad municipal, debido a que la explotación minera de los años 40 dejó enfermedades a la población y contaminación del medio ambiente.